# Каяарты
Каяарты — река в России, протекает по Кабардино-Балкарии. Устье реки находится в 60 км по правому берегу реки Чегем. Длина реки составляет 11 км, площадь водосборного бассейна 19,3 км².

## Данные водного реестра
По данным государственного водного реестра России относится к Западно-Каспийскому бассейновому округу, водохозяйственный участок реки — Баксан, без реки Черек. Речной бассейн реки — реки бассейна Каспийского моря междуречья Терека и Волги.
Код объекта в государственном водном реестре — 07020000712108200004857.